# Is This the Life We Really Want?
Is This the Life We Really Want? je sólové studiové album anglického hudebníka Rogera Waterse. Vydáno bylo 2. června roku 2017, týden po zahájení turné Us + Them. Jde o Watersovo první studiové album po pětadvaceti letech – poslední nazvané Amused to Death vydal roku 1992. Mezitím, v roce 2005, vyšel záznam jeho opery Ça Ira. Na produkci alba se podílel Nigel Godrich.

## Seznam skladeb
| Pořadí | Název                                | Délka |
| ------ | ------------------------------------ | ----- |
| 1.     | When We Were Young                   | 1:38  |
| 2.     | Déjà Vu                              | 4:27  |
| 3.     | The Last Refugee                     | 4:12  |
| 4.     | Picture That                         | 6:47  |
| 5.     | Broken Bones                         | 4:57  |
| 6.     | Is This the Life We Really Want?     | 5:55  |
| 7.     | Bird in a Gale                       | 5:31  |
| 8.     | The Most Beautiful Girl in the World | 6:09  |
| 9.     | Smell the Roses                      | 5:15  |
| 10.    | Wait for Her                         | 4:56  |
| 11.    | Oceans Apart                         | 1:07  |
| 12.    | A Part of Me Died                    | 3:12  |

## Obsazení
- Roger Waters – zpěv, baskytara, akustická kytara
- Nigel Godrich – aranžmá, zvukové koláže, klávesy, kytara
- Gus Seyffert – baskytara, kytara, klávesy
- Jonathan Wilson – kytara, klávesy
- Joey Waronker – bicí
- Roger Manning – klávesy
- Lee Pardini – klávesy
- Lucius – zpěv
- Jessica Wolfe – zpěv
- Holly Proctor – zpěv